# Cofradía del Cristo Yacente de la Misericordia (Salamanca)
La Real Cofradía Penitencial del Stmo. Cristo Yacente de la Misericordia y de la Agonía Redentora es la primera de las hermandades de Semana Santa que desfilan en Salamanca el Jueves Santo, saliendo de la Catedral Nueva a las doce de la noche.

## Emblema
En un óvalo rojo se enmarca una cruz latina en perspectiva a la que se superpone un jarrón con tres azucenas, alegoría de la pureza de la Virgen y emblema de la Catedral Nueva, construida bajo la advocación de la Asunción de María, donde tiene su sede la cofradía. La cruz es de color negro, mientras que el símbolo mariano va en color plata.

## Historia

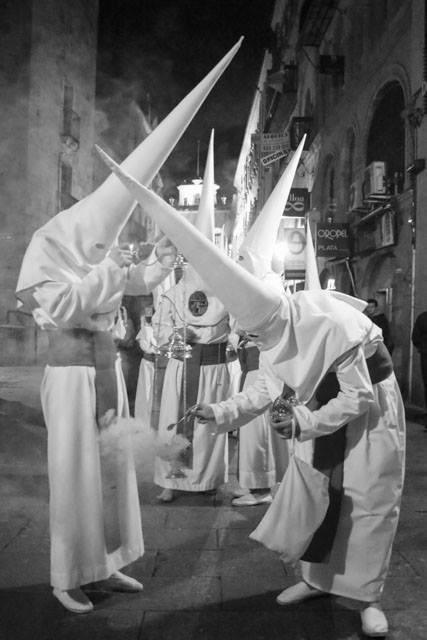
Cofrades de la Real Cofradía del Yacente.

La cofradía se fundó el 5 de mayo de 1984, bajo el título de Cofradía Penitencial del Cristo Yacente de la Misericordia, con la idea de incorporar una procesión centrada en la iconografía de Cristo yacente a la Semana Santa salmantina a imagen de otras localidades castellano y leonesas. En el momento fundacional estableció su sede canónica en el Convento de la Madre de Dios.
Para realizar la imagen del Yacente se barajaron varios nombres, decantándose finalmente por Venancio Blanco que por aquel entonces ocupaba el cargo de director  de la Academia Española de Bellas Artes de Roma, ciudad en la que el escultor realizó varias maquetas de la imagen seleccionando seis que fueron finalmente presentadas a la cofradía..
Mientras tanto los fundadores buscaron infructuosamente la financiación necesaria para el proyecto acudiendo a distintas instituciones. A finales de 1985 tomaron conciencia de lo complicado del proyecto, decidiendo desfilar con otra imagen ya existente en Salamanca hasta que se pudiese incorporar el Yacente. Se solicitó a las Agustinas la cesión de la Dolorosa esculpida por Luis Salvador Carmona que se custodia en la clausura del convento de la Purísima, y que ya desfiló con la Seráfica Hermandad de Nazarenos del Stmo. Cristo de la Agonía en los años treinta, pero las religiosas denegaron el permiso. La segunda opción fue desfilar con el llamado Cristo de la Agonía, que recibe culto en la Catedral Nueva. Así se solicitó al Cabildo Catedralicio, que lo autorizó a condición de que la cofradía aprobase sus estatutos, cosa que hizo el 30 de enero de 1986 con una nueva titulación: Cofradía Penitencial del Stmo. Cristo de la Agonía Redentora y Yacente de la Misericordia (el título Redentora se introdujo para diferenciar a su crucificado del de la Seráfica Hermandad), y estableciendo su sede canónica en la Catedral salmantina.
Se decidió posponer el primer desfile procesional al año siguiente, celebrando el Domingo de Pasión de 1986 el acto denominado El poeta ante la Cruz para presentar a la cofradía en sociedad. El acto poético se ha consolidado y se continúa realizando todos los años. Una galería de arte de la ciudad expuso las maquetas de Venancio Blanco para darlas a conocer y abrir una suscripción popular para su realización.
El Jueves Santo de 1987, a la una de la madrugada, se iniciaba la primera marcha de la cofradía con el Cristo de la Agonía Redentora, que desfiló sobre unas peculiares andas de hierro forjado, que posteriormente se cedieron a la cofradía de la Vera Cruz para la procesión del Cristo de los Doctrinos.
En 1987 se realizó oficial y definitivamente el pedido de la imagen del Cristo Yacente a Venancio Blanco, eligiéndose un Cristo muerto pero con la impresión de estar volviendo a vida. Sin embargo un año después, al presentarse en la Junta General de la Cofradía fotografías y vídeos del modelo en escayola de la imagen se desestimó el proyecto, pidiendo al escultor que modificase el proyecto. Éste se negó y liberó a la cofradía del contrato, permitiendo la posibilidad de que una vez terminada la imagen la hermandad pueda quedársela si el resultado final es de su agrado.
La cofradía entró en conflicto con la Hermandad del Cristo del Amor y de la Paz, que pretendía realizar otra procesión de Cristo yacente, bajo la advocación de Stmo. Cristo Yacente de la Liberación. Entendiendo que por su naturaleza y significado no tenía sentido que hubiese dos procesiones del mismo carácter la cofradía llevó el asunto ante el Obispado que resolvió autorizando la celebración de ambas procesiones, si bien la imagen y procesión de la Sección Cristo de la Liberación no podrían incluir el término "Yacente" en su titulación.
Otro problema surgió con la Seráfica Hermandad del Stmo. Cristo de la Agonía que planteó que se creaba confusión con la titulación de las dos hermandades, por lo que se alteró el orden de los titulares, pasando a denominarse Cofradía Penitencial del Stmo. Cristo Yacente de la Misericordia y de la Agonía Redentora.
En 1989 se planteó la disyuntiva de realizar dos desfiles distintos, uno con el crucificado y otro con el yacente (una vez estuviese finalizado), o uno solo con las dos imágenes. Resultó elegida la segunda opción, por lo que parte de la Junta de Gobierno presentó su dimisión al alejarse de la idea fundacional de la cofradía. La nueva Junta contactó con Venancio Blanco, que al conocer la nueva propuesta de desfile se negó a entregar la imagen amparado en la ruptura anterior. La escultura, un Cristo volviendo a la vida en madera de pino de Flandes sin policromar, pero ligeramente oscurecida en algunas partes, se pudo contemplar en la IV Edición de la Exposición “Las Edades del Hombre” que se celebró en las Catedrales salmantinas entre 1993 y 1994.
Ante la negativa de Venancio Blanco se buscó un nuevo escultor convocándose un concurso entre varios imagineros castellanos, resultando elegido el proyecto de Enrique Orejudo. El 17 de marzo de 1991 se realizó la bendición de la ansiada imagen del Yacente, que desfilaría pocos días después por primera vez.
En los años siguientes la cofradía fue enriqueciendo los elementos procesionales, destacando los enseres por su orfebrería en metal plateado y los bordados en oro y plata de guiones y estandartes. Las carrozas iniciales han sido sustituidas por otras en nogal tallado con motivos barrocos y platerescos. También destaca la creación de una Agrupación Musical propia de la cofradía.
Puesto que distintos estudios determinan que la imagen del Cristo de la Agonía Redentora se realizó en el primer cuarto del siglo XVI, se tomó como referencia el año 1525 para celebrar el V centenario de la talla. Por este motivo la imagen fue restaurada en 2024, presidió el viacrucis de la Junta de Cofradías en 2025 y se acordó la celebración de una exposición, jornadas artísticas y una procesión extraordinaria en octubre de ese mismo año.

## Titulares

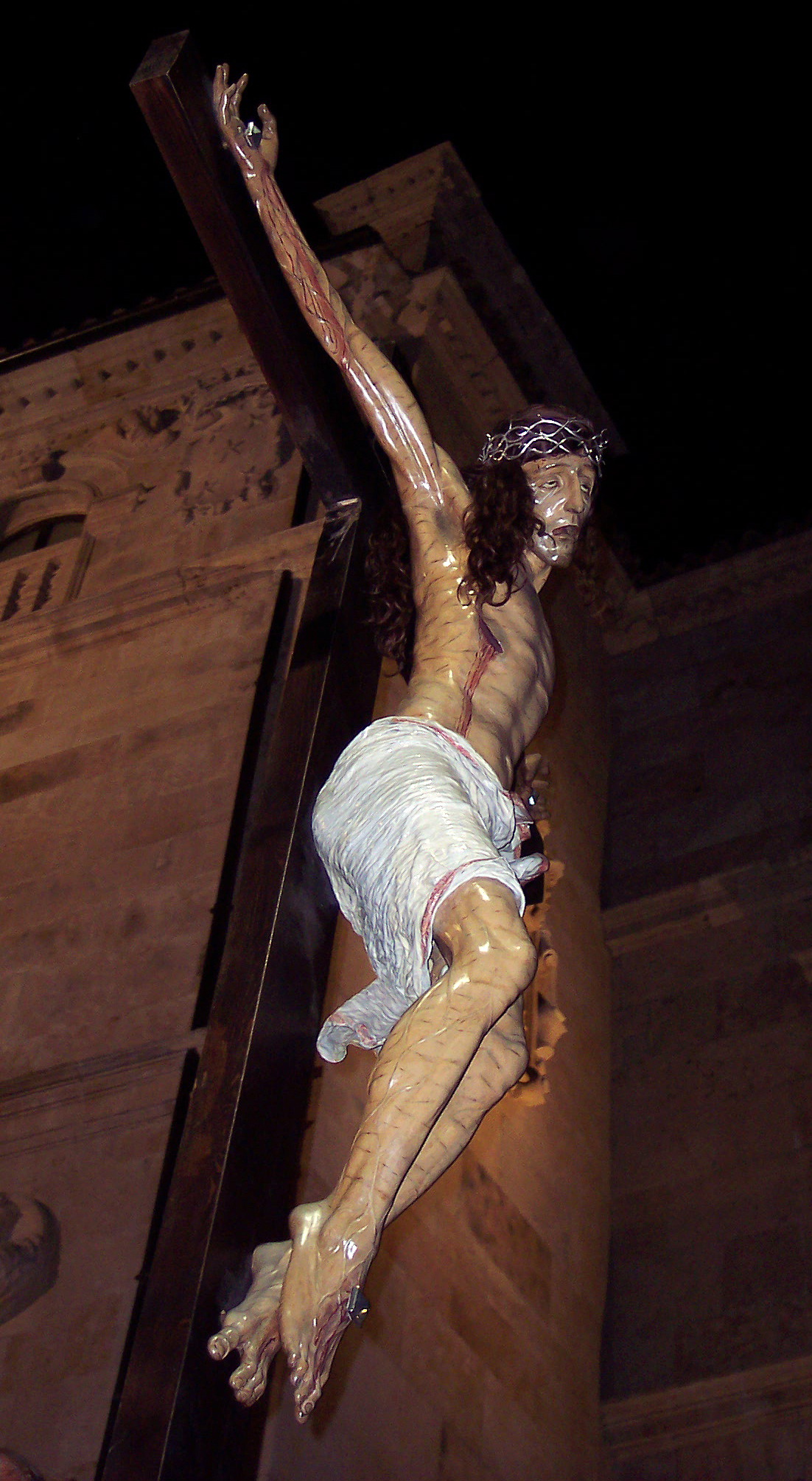
Stmo. Cristo de la Agonía Redentora.

- Stmo. Cristo de la Agonía Redentora. Es un crucificado anónimo del siglo XVI, atribuido a Juan de Balmaseda debido a las similitudes con el Cristo de la Misericordia, obra de dicho autor, custodiado en la iglesia de Ntra. Sra. de la Calle de Palencia.[7] Según una investigación del taller Uffizzi, encargado de la restauración de la imagen en 2024, en 1510 la universidad salmantina designó una comisión para estudiar y encargar una talla similar Cristo de la Salud de la Iglesia de San Pedro de Alba de Tormes, para el calvario del retablo que se estaba haciendo para la capilla de la Universidad. El crucificado sería policromado por Juan de Borgoña o su taller, según los registros de cobros de 1519 y 1520 existentes. La imagen podría haber pasado  posteriormente de la capilla universitaria al Convento de las Isabeles.[8] La noche del Miércoles Santo de 1836 la imagen fue trasladada a la Catedral para salvarse de una posible ruina o pillaje ante el proceso de Desamortización de Mendizábal, que obligó a las religiosas a abandonar el convento.[1] En la representación Cristo aparece ya muerto y traspasado por la lanza, con los ojos y la boca entreabiertos, impresionando su fuerte expresividad y patetismo. Presenta la particularidad de no tener barba. La cabellera postiza y el paño de pureza son añadidos posteriores. Es la imagen más antigua que procesiona en la Semana Santa Salmantina. Recibe culto en un altar situado en el brazo norte del crucero de la Catedral Nueva.[9] Desfila sobre un paso tallado en 1992 por Agustín Cruz Rojo en madera de abura con dos cuerpos. En el inferior el emblema de la cofradía aparece rodeado por hojas de acanto y en el superior el acanto se alterna con relieves con instrumentos de la Pasión.[10] En 2019 se incluyeron nuevos hachones en madera siguiendo el diseño original concebido en 1992 y las imágenes de los evangelistas en las esquinas del paso, tallados por Miguel Ángel Arjona.[11]

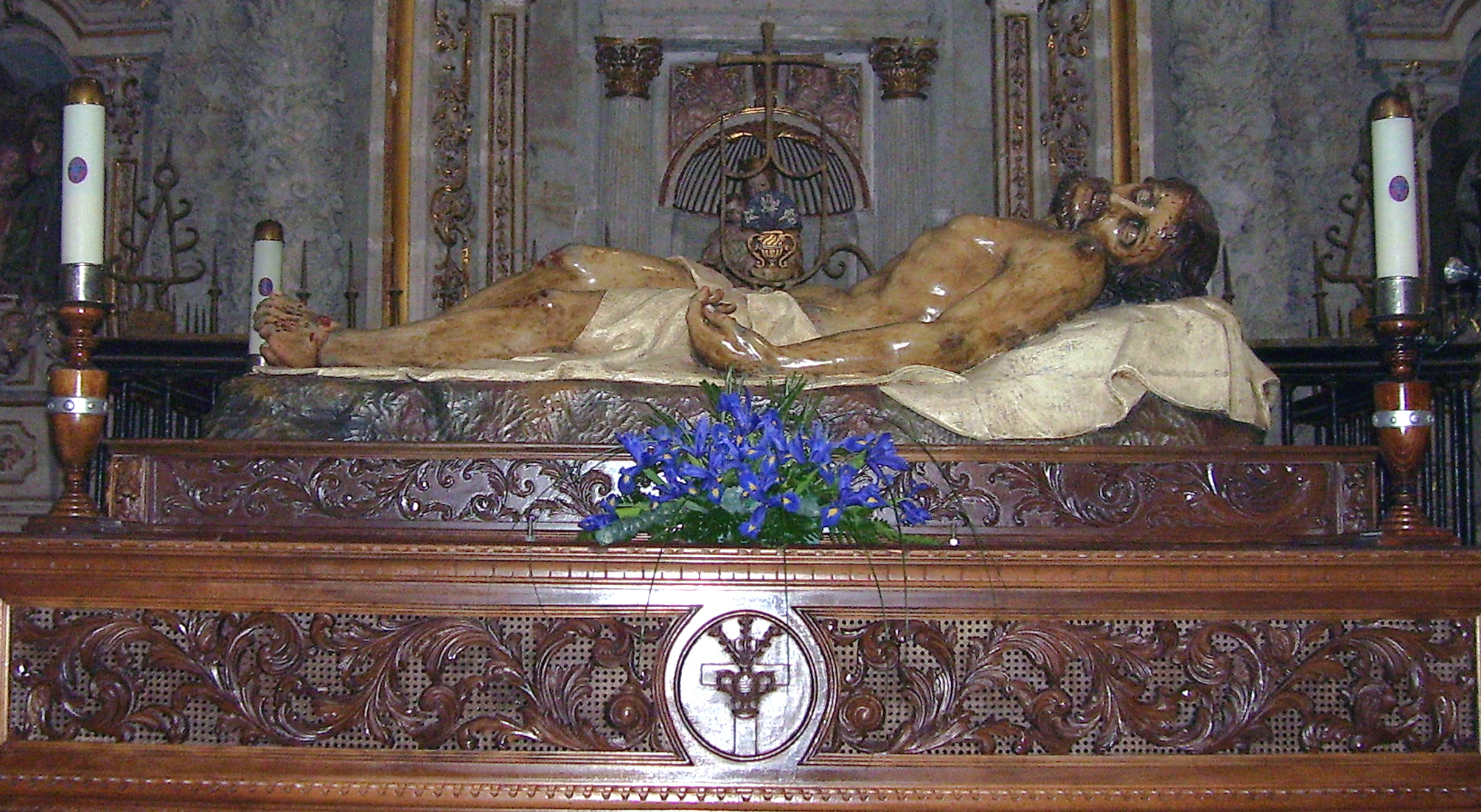
Stmo. Cristo Yacente de la Misericordia.

- Stmo. Cristo Yacente de la Misericordia. Obra de Enrique Orejudo en 1991, tallada en madera de abedul a la usanza castellana.[12] En su momento llamó la atención por su corpulencia. Ha sido restaurada en 2008 por su autor, aclarando la policromía, anteriormente demasiado oscura, y procediendo a su vaciado interior para rebajar su excesivo peso. Recibe culto en la llamada Capilla de la Virgen de Morales de la S.I.B. Catedral Nueva de Salamanca.[13] Para su capilla se creó en 2006 un altar en madera de abedul con tres paños tallados y columnas, pendiente de incluir en plata los símbolos de la Pasión en los paños laterales y el jarrón de azucenas del escudo de la cofradía en el central.[14] Desfila sobre un paso en abedul tallado por Agustín Cruz Rojo en 1991. El cuerpo bajo está formado por hojas de acanto con el emblema de la hermandad en el centro de cada paño. El superior forma una peana con motivos vegetales sobre la que descansa la imagen.[10]

## Hábito
Consta de túnica blanca, capirote del mismo color ribeteado en rojo, fajín también en rojo y alpargatas blancas de esparto.

## Marchas Dedicadas
- Cristo de la Agonía Redentora, José Manuel García Parra, 1999.
- Misericordia, Antonio Santos, 1999, para Banda de Música.
- Yacente, José Manuel García Parra, 2000.
- Llorando a Mares, J. Galiano, 2007.
- Yace en tu Misericordia, Sergio Iván González Hernández, 2008, para Agrupación Musical.
- Agonía en tu Mirada, Héctor Tavera Fresno, 2009.
- Lamentos de Soledad, David Martín Tavera, 2009.

## Procesión
La procesión, que se celebra en la madrugada del Jueves Santo, comienza con la promesa de silencio en el atrio de la catedral, y a las doce de la noche se inicia el desfile desde la Puerta de Ramos de la Catedral Nueva. Encabeza la procesión un cofrade muñidor, pidiendo silencio.
En un principio se celebraba un acto penitencial en el convento de las Isabeles, pero en 2018 se eliminó, debido al cambio de recorrido del desfile.